# Comté de Boyup Brook
Le Comté de Boyup Brook  est une zone d'administration locale dans le sud-ouest de l'Australie-Occidentale en Australie à environ 270 km au sud de Perth. 
Le comté est divisé en un certain nombre de localités :
- Boyup Brook
- Benjinup
- Chowerup
- Dinninup
- Kulikup
- Mayanup
- Tonebridge
- Wilga

Le comté a neuf conseillers et est partagé en quatre circonscriptions.